# 988

## Události
- Pražský biskup Vojtěch po roztržce s Přemyslovci odchází z Prahy nejprve do Říma, později do Monte Cassina a kláštera ve Valle Lucca.
- Kyjevský kníže Vladimír I. přijal se svou družinou křest, čímž zavedl na Kyjevské Rusi křesťanství.
- 10. července – Gaelsko-vikingský dublinský král Glúniairn se poddal irskému velekráli Máel Sechnaill mac Domnaillovi, což se považuje za počátek moderního Dublinu.

## Vědy a umění
V Káhiře byla založena nejslavnější islámská univerzita al-Azhar.

## Hlavy států
- České knížectví – Boleslav II.
- Papež – Jan XV.
- Svatá říše římská – Ota III. (regentka Theofano)
- Anglické království – Ethelred II.
- Skotské království – Kenneth II.
- Polské knížectví – Měšek I.
- Západofranská říše/Francouzské království – Hugo Kapet
- Uherské království – Gejza
- První bulharská říše – Roman I. Bulharský
- Byzanc – Basileios II. Bulharobijce